# Günter Schabowski

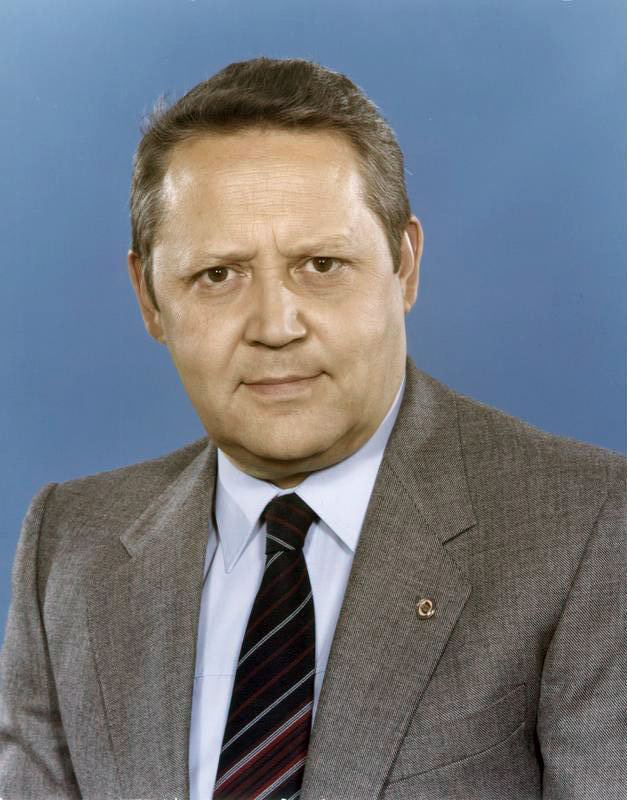
Günter Schabowski (1982)

Günter Schabowski (* 4. Januar 1929 in Anklam; † 1. November 2015 in Berlin) war ein deutscher Journalist und Politiker. Er war in der Deutschen Demokratischen Republik von 1978 bis 1985 Chefredakteur des SED-Zentralorgans Neues Deutschland und danach bis 1989 Erster Sekretär der SED-Bezirksleitung von Ost-Berlin. Schabowski gehörte dem Zentralkomitee der SED und dem SED-Politbüro von 1981 bis zu dessen Auflösung 1989 an. Er war ab dem 6. November 1989 Sekretär für Informationswesen und trug  maßgebliche Verantwortung für die strikte Zensur der DDR-Medien, indem er deren parteikonforme Ausrichtung einforderte und kritische westliche Berichterstattung verurteilte.
In dieser Funktion gab er am Abend des 9. November 1989 eine Pressekonferenz im Gebäude Mohrenstraße 36–37, dem Internationalen Pressezentrum der DDR-Regierung. Dort las er von einem Zettel eine neue Regelung für Reisen ins westliche Ausland für DDR-Bürger ab, die am selben Morgen von den Mitarbeitern des Ministeriums des Innern Gerhard Lauter und Gotthard Hubrich sowie den MfS-Mitarbeitern Hans-Joachim Krüger und Udo Lemme verfasst worden war. Diese Regelung trete, so antwortete er auf eine Reporterfrage, nach seinem Wissen „sofort, unverzüglich“ in Kraft. Diese Aussage löste noch am selben Abend einen Massenansturm von DDR-Bürgern auf die Grenze zu West-Berlin aus, sodass die überforderten DDR-Grenzer nach wenigen Stunden die Mauer ungeplant öffneten.
Schabowski wurde im August 1997 mit zwei Mitangeklagten vom Berliner Landgericht wegen mehrfachen Totschlags zu drei Jahren Haft verurteilt. Er war einer der wenigen ehemaligen SED-Politiker, die sich öffentlich zu ihrer Mitverantwortung an den diktatorischen Aspekten der DDR bekannten.

## Jugend
Schabowski wuchs als Sohn eines Klempners in der damaligen preußischen Provinz Pommern auf. Er war Mitglied der Hitlerjugend, zum Schluss als Scharführer. Er besuchte das Andreas-Gymnasium in Berlin-Friedrichshain und absolvierte dort 1946 das Abitur. Im selben Jahr trat er dem FDGB bei und arbeitete 1946/47 als Volontär bei dessen Tageszeitung Die freie Gewerkschaft. Seit 1947 war er Redakteur der Gewerkschaftszeitung Tribüne.

## Politische Karriere
1950 trat Schabowski der FDJ bei und wurde Kandidat der SED, 1952 Mitglied der SED. 1953 stieg er zum stellvertretenden Chefredakteur der Tribüne auf und schloss 1962 ein Fernstudium an der Karl-Marx-Universität in Leipzig als Diplomjournalist ab. Als Zeichen seines politischen Aufstiegs folgte 1967 bis 1968 die Ausbildung an der Parteihochschule der KPdSU in Moskau. Im Anschluss arbeitete Schabowski beim SED-Zentralorgan Neues Deutschland, zunächst als stellvertretender Chefredakteur, von 1978 bis 1985 als Chefredakteur und zugleich Mitglied des Zentralvorstands des Verbandes der Journalisten der DDR (VDJ). Mit dieser für die Parteipropaganda wichtigen Position war ein weiterer politischer Aufstieg verbunden. Von 1978 bis 1985 war Schabowski Mitglied der Agitationskommission beim Politbüro des ZK der SED.

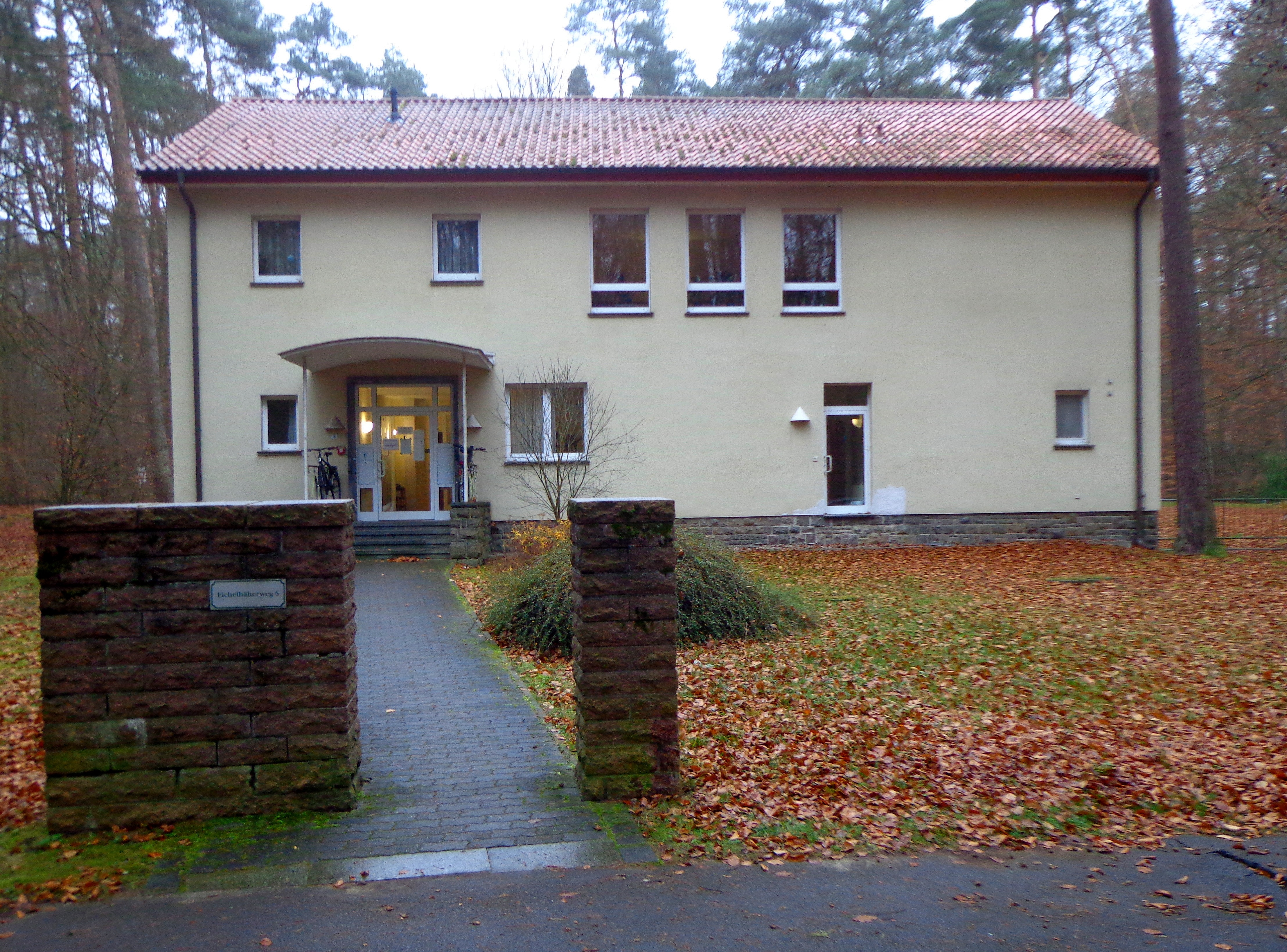
Waldsiedlung Wandlitz, das einst von Schabowski sowie Gerhard Grüneberg bewohnte "Haus 19"

1981 wurde Schabowski Mitglied des Zentralkomitees (ZK) der SED und Kandidat des Politbüros. Seit 1984 war er Mitglied des Politbüros. 1985 wurde er nach dem Sturz von Konrad Naumann Erster Sekretär der Bezirksleitung der SED von Ost-Berlin und damit auch Vorsitzender der Bezirkseinsatzleitung Berlin. Seit 1986 Sekretär des ZK, unterstand er direkt dem Generalsekretär. Aufgrund dieser Position war er zeitweise als Nachfolger Erich Honeckers für die Position des Staatsratsvorsitzenden und Generalsekretärs der SED im Gespräch. Von 1981 bis 1990 war Schabowski zudem Abgeordneter der Volkskammer der DDR.
Beispiele dafür, dass Schabowski in der Zeit bis Herbst 1989 Vorbehalte gegenüber der Legitimität und dem absoluten Machtanspruch des SED-Regimes geäußert hätte, sind nicht bekannt. Vielmehr beklagte er in einem Brief an Erich Honecker, dass immer mehr Bürger den westdeutschen „Drecksender Sat.1“ empfangen wollten und sich deshalb größere Fernsehantennen wünschten. Der Generaldirektor des Kombinats Schienenfahrzeugbau, der gegenüber Schabowski einen Parteibeschluss als unsinnig kritisierte, wurde kurz darauf strafversetzt.
Schabowski gehörte auch zu denen, die 1988 in der Ossietzky-Affäre der Repression das Wort redeten: Am 11. September 1988 hatten an der Erweiterten Oberschule (EOS) „Carl von Ossietzky“ in Berlin-Pankow einige Schüler, darunter Philipp Lengsfeld, Sohn der ausgebürgerten Vera Wollenberger, auf der jährlich üblichen Kundgebung für die Opfer des Faschismus mit eigenen Transparenten gegen Neonazis in der DDR Anstoß bei der Obrigkeit erregt. Es folgten Aushänge zu Gunsten der Solidarność, gegen die traditionellen Militärparaden der Nationalen Volksarmee am Jahrestag der DDR und ein ironischer Kommentar zum Gedicht eines Soldaten über seine Waffe. In der Schule kam es zu lebhaften politischen Diskussionen und zum Anfertigen einer Unterschriftenliste. Spätestens diese Liste bewog den Schulleiter, die Vorgänge an politische Gremien außerhalb der Schule zu melden. Schließlich schaltete sich Margot Honecker als zuständige Ministerin ein und verlangte strenge Sanktionen. Schabowski war von den Eltern eines der Schüler um Vermittlung gebeten worden. Aber schließlich wies er an:

„Es ist eine eindeutige Atmosphäre im gesamten FDJ-Kollektiv zur Ablehnung der Handlungsweise der provozierenden Schüler herauszubilden, die bis zum Punkt geführt werden sollte, dass die FDJler der Auffassung sind, dass die betreffenden Schüler nicht an eine EOS gehören.“

Trotz deutlicher Kritik durch Mitglieder der DDR-Opposition wie Stephan Hermlin, Christoph Hein und Marianne Birthler und die Internationale Liga für Menschenrechte und trotz der Fürsprache durch Vertreter der Evangelischen Kirche wie Bischof Gottfried Forck endeten die Vorgänge mit dem Schulverweis einiger Schüler und der Rücknahme bisher gewährter schulischer Freiheiten.
Noch am 8. November 1989 plädierte Schabowski in einer Rede im ZK für eine Lenkung der Presse im Sinne der SED, indem er ausführte:

„Eine einwandfreie Berichterstattung über jegliches Auftreten von Mitgliedern der Führung, also von Mitgliedern des Zentralkomitees wie von Mitgliedern des Politbüros … Das sind die wichtigsten Dinge. Die Methoden dazu können nur wieder Methoden der Administration und Gängelei sein, wenn man das mal in Anführungszeichen sagen will, anders ist es nicht möglich.“

Die Berichterstattung der jüngsten Zeit sei

„im Grunde nichts weiter […] als die übelsten Methoden, also des Bodensatzes, der westlichen Presse […] den Mist müssen wir nicht mitmachen. Und wenn man so mit ihnen spricht, dann haben sie es auch schnell verstanden, daß das eine Masche ist, die man nicht akzeptieren kann und die sich nicht mit dem Kurs der Erneuerung vereinbart.“

Offenbar aus machttaktischen Gründen forderten er und Siegfried Lorenz, dass die Partei in der Aufklärung von Amtsmissbrauch und Korruption schneller sein müsse als die Medien und die Staatsanwaltschaft.
Christa Wolf berichtete später: „Ich erinnere mich an einige der wenigen Auftritte Schabowskis im Schriftstellerverband. Vor dem hatte man Angst“, er sei „wirklich einer der Schlimmsten vor der Wende“ gewesen.
Schabowski war das einzige Mitglied des Politbüros, welches bei der Abschlusskundgebung der Alexanderplatz-Demonstration öffentlich redete. Er und Markus Wolf, der langjährige Leiter der HVA, erlangten dabei negative Bekanntheit, als ihre Worte in den Pfiffen der Menge untergingen. Schabowski, als Stellvertreter der Staatsgewalt, bezeichnete dieses Pfeifkonzert nachträglich als einen „Abgesang auf die SED“.

## Beitrag zum Fall der Mauer
Am 6. November 1989 wurde die Position eines Sekretärs des ZK der SED für Informationswesen geschaffen (in etwa vergleichbar mit einem Regierungssprecher) und mit Schabowski besetzt.

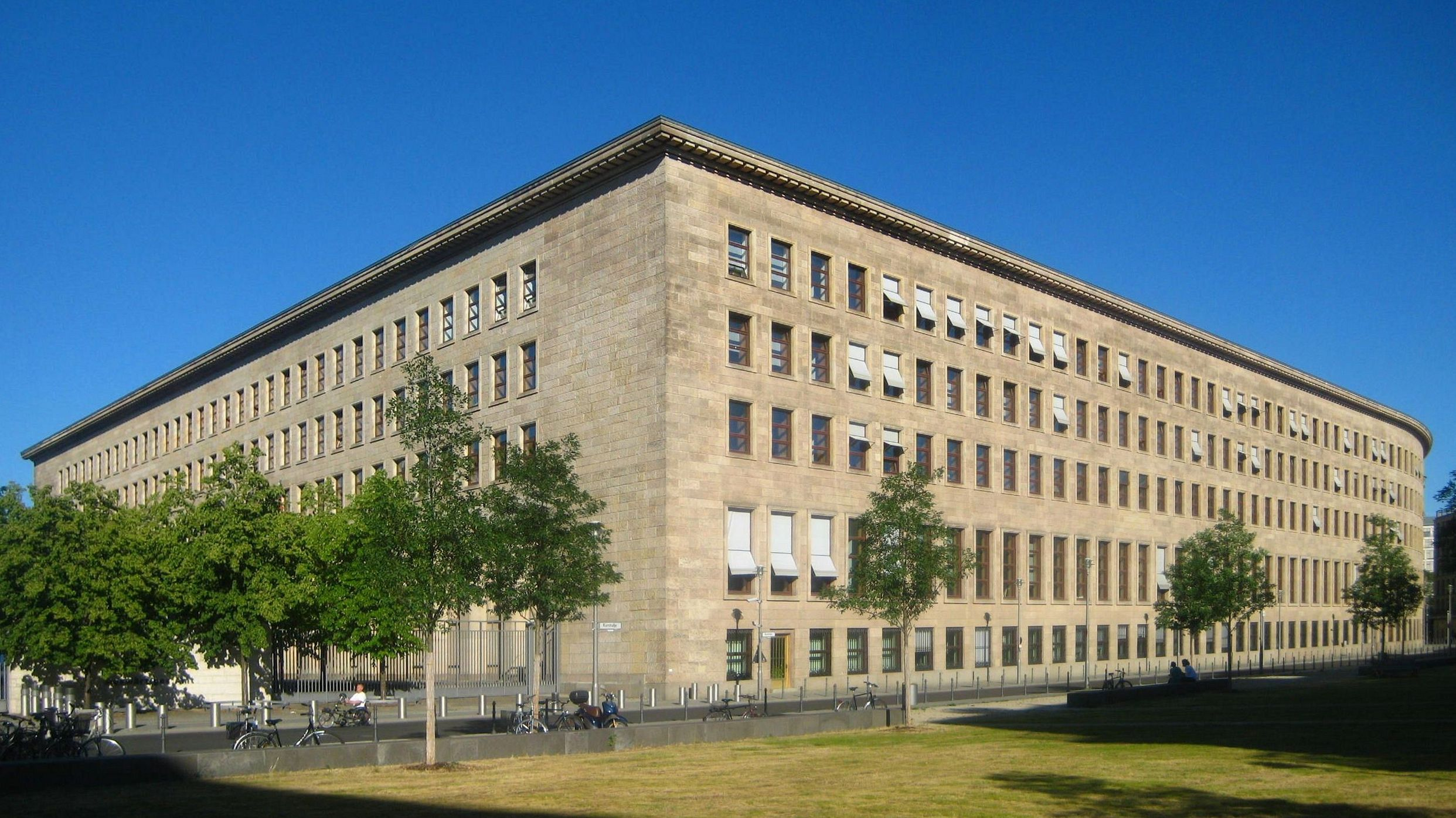
Haus am Werderschen Markt in Berlin, im Jahr 1989 das Gebäude des ZK der SED

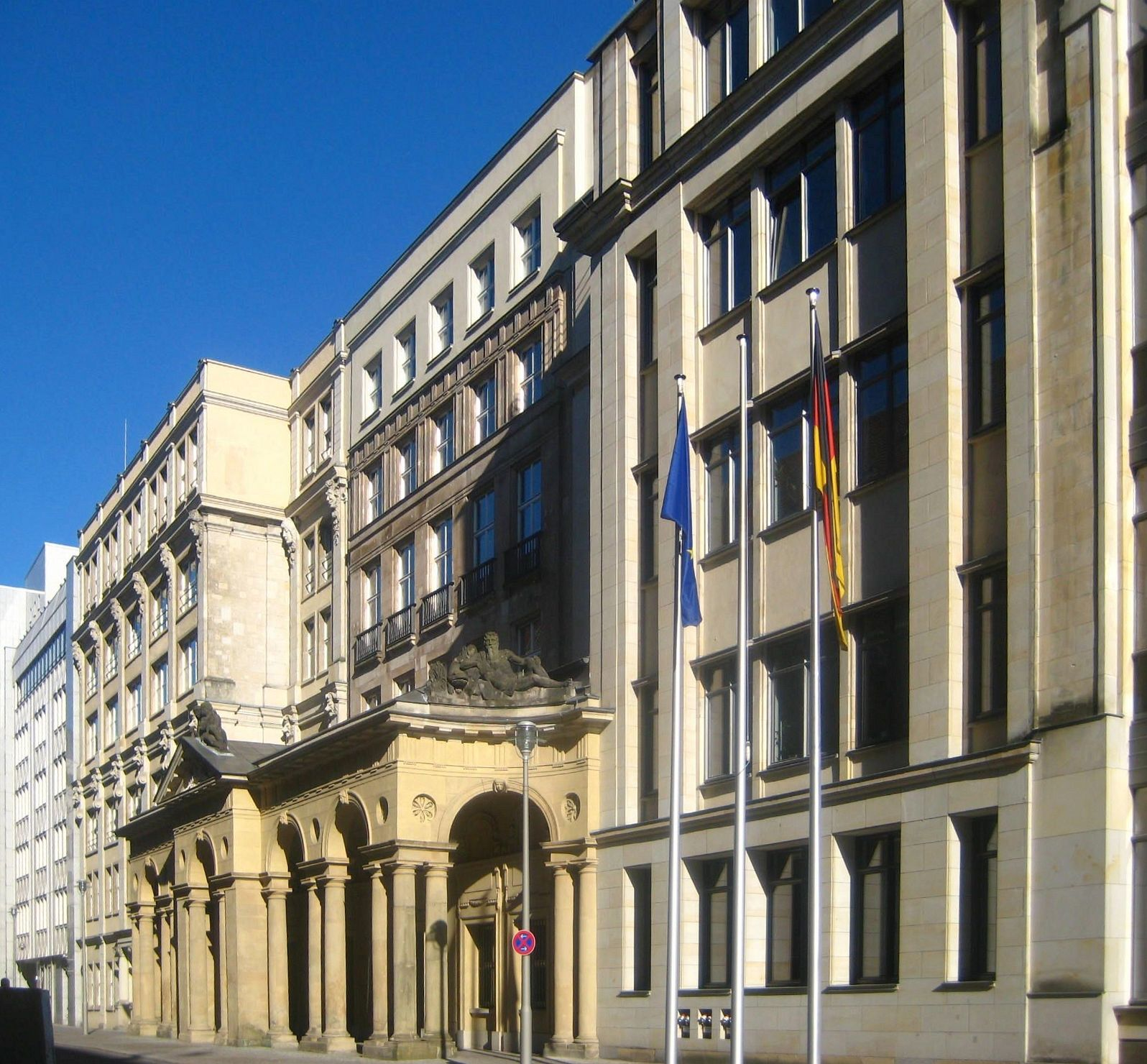
Haus Mohrenstraße 36–37 in Berlin, im Jahr 1989 das Internationale Pressezentrum der DDR-Regierung

Vom 8. bis 10. November 1989 fand im Gebäude des ZK der SED die 10. Tagung des ZK nach dem XI. Parteitag statt, welche im Eindruck der großen Umwälzungen in Osteuropa stand. In derartigen Tagungen übte das Zentralkomitee (ZK) der SED in der Zeit zwischen den Parteitagen der SED seine Funktion als höchstes Organ der Partei aus. Am Ende eines jeden Sitzungstages sollte der Sekretär des ZK der SED für Informationswesen die Öffentlichkeit in einer rund einstündigen Pressekonferenz im Internationalen Pressezentrum der DDR-Regierung im Haus Mohrenstraße 36-37 über die neuesten Ergebnisse der Beratungen informieren.
Seinen Platz in der Geschichte erhielt Schabowski drei Tage nach seiner Ernennung zum Sekretär des ZK der SED für Informationswesen, als er am 9. November 1989 seine zweite Pressekonferenz im Zusammenhang mit der laufenden 10. Tagung des ZK der SED absolvierte: Gerhard Lauter, Leiter des Pass- und Meldewesens im DDR-Innenministerium, hatte vom Politbüro den Auftrag erhalten, mit hohen Offizieren des Innenministeriums und des Ministeriums für Staatssicherheit einen Entwurf des Ministerrats für eine zeitweilige Übergangsregelung für die ständige Ausreise aus der DDR, also mit Verlust der Staatsbürgerschaft, zu formulieren. Die Arbeitsgruppe hatte den Entwurf aber abweichend von den Vorgaben nicht auf ständige Ausreisen beschränkt, sondern ausgeweitet auf „Reisen bzw. Privatreisen nach dem Ausland“, also mit Rückkehr in die DDR – nach Angabe von Lauter ohne Rücksprache mit dem Auftraggeber.
Dieser Entwurf wurde am Mittag des 9. November 1989 dem Staatsratsvorsitzenden und Generalsekretär Egon Krenz zugestellt, vom Politbüro trotz der wesentlichen Änderung gegenüber dem Auftrag nicht beanstandet und daraufhin gegen 16 Uhr von Krenz dem ZK in Abänderung der Tagesordnung vorgetragen: „Der Vorsitzende des Ministerrats hat eine Verordnung vorgeschlagen, die ich verlesen möchte, weil sie solche Wirkung hat, dass ich das Zentralkomitee nicht ohne Konsultation lassen möchte: Ab sofort treten folgende zeitweilige Übergangsregelungen für Reisende und ständige Ausreisen aus der DDR in das Ausland in Kraft: a) Privatreisen nach dem Ausland …“. Dass Krenz die Brisanz dieser Passage erkannte, aber weitere Reiserestriktionen nicht für durchhaltbar hielt, ergibt sich auch aus seiner Bemerkung: „Äh … wie wir’s machen, machen wir’s verkehrt, aber das ist die einzige Lösung, die uns die Probleme erspart, alles über Drittstaaten zu machen, was dem internationalen Ansehen der DDR nicht förderlich ist.“ Abschließend las Krenz vor, dass die Regelung erst „am 10. November zu veröffentlichen“ sei.
Wie im Politbüro gab es auch im ZK keinen Widerspruch gegen den Text. Er wurde dort auf Initiative von Kulturminister Hans-Joachim Hoffmann sogar noch zugespitzt, indem die Passage „zeitweilige Übergangsregelungen“ in „Regelungen“ abgeändert wurde. Schabowski allerdings kam erst gegen 17:30 Uhr zur Sitzung, verpasste also die Besprechung des genehmigten Entwurfs. Krenz übergab ihm den Text für die für 18 Uhr angesetzte Pressekonferenz über die Tagung des ZK mit der Bemerkung: „Du musst unbedingt über den Reisebeschluß informieren. Das ist die Weltnachricht“ – allerdings ohne die Seite mit der Sperrfrist und ohne diese Frist wenigstens mündlich zu erwähnen. Außerdem griff Krenz damit der Genehmigung des Entwurfs vor, die erst noch bis 18 Uhr im Umlauf durch den Ministerrat erfolgen sollte.

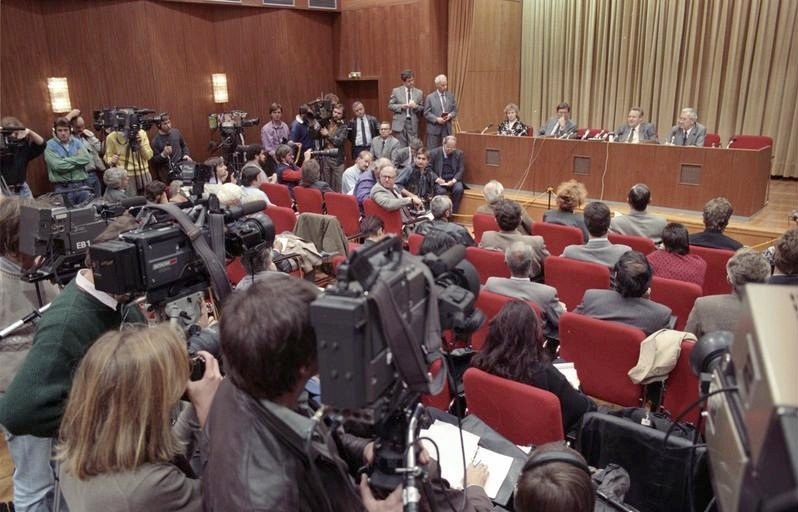
Pressekonferenz im Internationalen Pressezentrum der DDR-Regierung am 9. November 1989, auf dem Podium (v. l. n. r.) Labs, Banaschak, Schabowski, Beil

Gedenktafel im Haus Mohrenstraße 36 in Berlin-Mitte

Die Pressekonferenz im Internationalen Pressezentrum der DDR-Regierung im Haus Mohrenstraße 36-37 dauerte von kurz nach 18 Uhr bis kurz nach 19 Uhr. Neben Schabowski stellten sich die ZK-Mitglieder Helga Labs, Manfred Banaschak und Gerhard Beil den Fragen der in- und ausländischen Journalisten. Da die Pressekonferenz der laufenden Tagung des ZK der SED gewidmet war, wurde sie live im DDR-Fernsehen und -Radio übertragen. Erst kurz vor 19 Uhr fragte der italienische Journalist und ANSA-Korrespondent Riccardo Ehrman, möglicherweise auf Grund eines Tipps von Günter Pötschke, damals Chef des ADN und Mitglied des ZK der SED, in etwas gebrochenem Deutsch: „Herr Schabowski, Sie haben von Fehler gesprochen. Glauben Sie nicht, dass es war ein großer Fehler, diesen Reisegesetzentwurf, das Sie haben jetzt vorgestellt vor wenigen Tagen?“ Schabowski drückte zunächst sein Erstaunen aus, die neue Regelung sei nach seiner Kenntnis doch schon veröffentlicht worden – was nicht stimmte. Dann suchte er aus den mitgebrachten Unterlagen den Text des Regelungsentwurfs heraus und las daraus vor:

„Privatreisen nach dem Ausland können ohne Vorliegen von Voraussetzungen (Reiseanlässe und Verwandtschaftsverhältnisse) beantragt werden. Die Genehmigungen werden kurzfristig erteilt. Die zuständigen Abteilungen Paß- und Meldewesen der Volkspolizeikreisämter in der DDR sind angewiesen, Visa zur ständigen Ausreise unverzüglich zu erteilen, ohne daß dafür noch geltende Voraussetzungen für eine ständige Ausreise vorliegen müssen. […] Ständige Ausreisen können über alle Grenzübergangsstellen der DDR zur BRD bzw. zu West-Berlin erfolgen.“

Auf die Nachfrage eines Journalisten „Wann tritt das in Kraft?“ antwortete Schabowski:

„Das tritt nach meiner Kenntnis … ist das sofort – ,unverzüglich‘.“

Als erste Nachrichtenagentur verbreitete Reuters die Ausreiseregelung. ADN verbreitete die vollständige und vorbereitete Meldung um 19:04 Uhr gleichzeitig mit der dpa. Um 19:05 Uhr sprach Associated Press bereits von „Grenzöffnung“ und um 19:17 Uhr brachte die ZDF-Nachrichtensendung Heute Ausschnitte aus Schabowskis Pressekonferenz, ANSA meldete um 19:31 Uhr den Fall der Berliner Mauer.
Schabowski antwortete auf spätere Kritik seiner SED-Genossen: „Wenn ein System daran zu Bruch geht, dass sich die Menschen frei bewegen können, hat es nichts Besseres verdient.“ In der Pressekonferenz saßen neben Schabowski drei weitere Mitglieder des ZK, die seine Ausführungen in anderen Details korrigierten bzw. kommentierten, nicht aber in Bezug auf das Gültigwerden der Reiseregelung. Selbst Krenz erklärte 1999: „Ich werfe ihm den Irrtum nicht vor. Niemand kann sagen, wie sich die Bevölkerung verhalten hätte, wenn die Grenzöffnung wie geplant am Morgen des 10. November erfolgt wäre. Allerdings, und das ist wesentlich, am Morgen des 10. November wären die vorbereiteten Befehle vor Ort gewesen. Die Schutz- und Sicherheitsorgane hätten gewusst, was zu tun ist.“ Auch Schabowski gab 2004 an, er sei davon ausgegangen, dass die DDR-Behörden die nunmehr „kurzfristig“ und „ohne Vorliegen von Voraussetzungen“ möglichen Ausreisen hätten kontrollieren können:

„Nach der Pressekonferenz bin ich zurück ins ZK gefahren, habe meine Tasche genommen und bin nach Hause nach Wandlitz gefahren. Ich habe keinen Moment daran gezweifelt, dass alles so verlaufen würde, wie beschlossen, also die Bürokratie funktioniert, die Grenzöffnung wird ab 10. November wirksam. Dass diese Bürokratie nicht funktionieren konnte, kam mir überhaupt nicht in den Sinn.“

Wenn man allerdings die politischen Änderungen der bisherigen Garantiemacht Sowjetunion, die seit April 1989 verfügte Aufhebung des Schießbefehls in der DDR, die beginnende Selbstauflösung der Machtstrukturen der SED und die zunehmend offenen Westgrenzen der übrigen Staaten des damaligen Ostblocks berücksichtigt, wäre dem DDR-Regime vermutlich ein Kanalisieren der Ausreise aus der DDR durch Formvorschriften auch dann nur noch befristet möglich gewesen, wenn die Übergangsregelung wie vorgesehen erst am Folgetag um vier Uhr morgens veröffentlicht worden wäre. Schabowskis falsche Angabe zur sofortigen Wirksamkeit der Regelung hat zwar die Grenzöffnung dramatisch beschleunigt: Nahezu live den Medien der ganzen Welt verkündet, führte sie noch am selben Abend zur Maueröffnung, weil sie tausende Berliner veranlasste, an die Grenzübergangsstellen zu kommen und unter Bezugnahme auf Schabowskis Äußerungen massiv deren Öffnung zu verlangen. An den Grenzübergängen Waltersdorfer Chaussee und Bornholmer Straße kamen dieser Forderung die dort ihren Dienst verrichtenden Offiziere der Passkontrolleinheit (PKE, Staatssicherheit, Hauptabteilung VI) und der Grenztruppen der DDR als erste nach und lösten damit eine Kettenreaktion an allen Grenzübergängen in und um Berlin aus. Kurz nach Mitternacht kam es dann auch zu weiteren Öffnungen an der innerdeutschen Grenze zur Bundesrepublik. Schabowski sprach daher im Zusammenhang mit der Wirkung dieser Pressekonferenz vom „Sargnagel“ des Sozialismus. Aber historisch bedeutender als dieser in den Medien vielfach als „Schabowskis Irrtum“ mit „Schabowskis Zettel“ beschriebene Vorgang erscheint, dass zuvor sowohl das Politbüro als auch das ZK zugelassen hatten, dass der Entwurf der Reiseregelung sich entgegen dem ursprünglichen Auftrag nicht auf endgültige Ausreisen aus der DDR beschränkte, sondern auch wiederholte Reisen in das (westliche) Ausland mit Wiederkehr in die DDR deutlich erleichterte.
Tonaufnahmen der Pressekonferenz gehören inzwischen zum Weltdokumentenerbe der UNESCO.
Im Jahr 2015 erwarb das Bonner Haus der Geschichte den Original-Notizzettel der damaligen Pressekonferenz für 25.000 € von Bekannten Schabowskis. Laut Irina Schabowski war das „… der kaltblütige Verkauf einer gestohlenen Sache“. Die Familie habe Anfang der 1990er Jahre ein paar Dokumente, darunter den Zettel, auf Drängen an Bekannte gegeben, die sich das näher ansehen wollten. Sie habe trotz wiederholter Bitten aber nichts zurückbekommen.

## Verlust der Macht

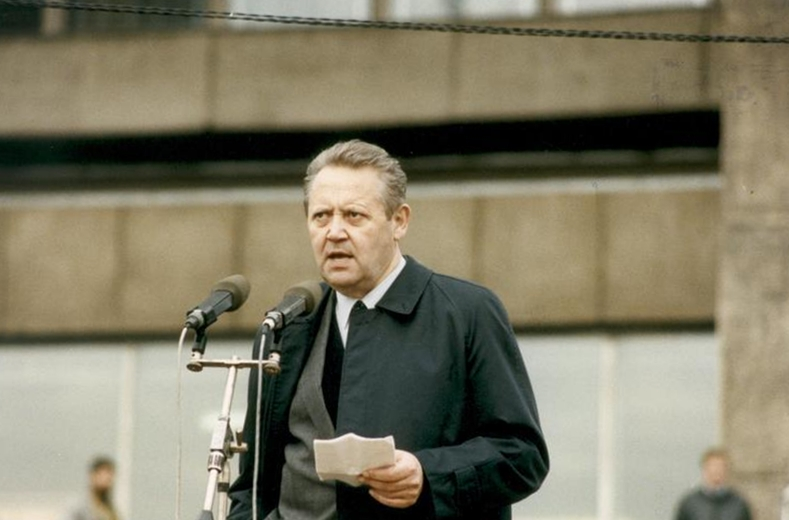
Schabowski spricht bei der Berliner Großdemonstration am 4. November 1989

Seit Mitte 1989 kamen einige Vertreter des SED-Regimes zunehmend zu dem Eindruck, dass das System nur überleben könne, wenn man der wachsenden Opposition zumindest formal etwas entgegenkomme. Zu diesem Zweck wurde die „Dialogbereitschaft“ der SED betont. Schabowski gehörte zu denjenigen, die sich hierbei besonders einsetzten. Die SED löste damit aber vor allem Skepsis aus, stieß nicht selten sogar auf Hohn und Spott, wenn sie die Bürger zum vertrauensvollen Gespräch aufforderte.
Schabowski suchte zum Beispiel den Dialog mit dem Neuen Forum und diskutierte am 26. Oktober 1989 mit dessen Vertretern Jens Reich und Sebastian Pflugbeil.
In diesen Zusammenhang gehörte auch Schabowskis Berliner Sonntagsgespräch am 29. Oktober 1989, zu dem 20.000 Menschen gekommen waren. Es gelang ihm aber auch hier nicht, die Zustimmung der Menge zu gewinnen.
Als einziger hoher SED-Funktionär trat Schabowski am 4. November 1989 auf der größten Protestdemonstration in der Geschichte der DDR auf dem Berliner Alexanderplatz auf. Er wurde dort aber wie Markus Wolf als Vertreter der „alten Kräfte“ ausgepfiffen.
Am 8. November 1989 nahm das SED-Zentralkomitee den geschlossenen Rücktritt des Politbüros an. Schabowski allerdings wurde sogleich wieder als Mitglied des ZK ohne Gegenstimme in das Politbüro und das Sekretariat gewählt.
Am 9. November 1989 verpasste er die Diskussion des Entwurfs der Reiseregelung im ZK, weil er vor dem Gebäude mit Journalisten (seine Darstellung) bzw. mit Bauarbeitern (Darstellung durch Krenz) diskutierte.
Am 18. November 1989 setzte die Volkskammer der DDR einen Ausschuss zur Untersuchung von Amtsmissbrauch, Korruption und persönlicher Bereicherung ein. Hierzu beantragte der Ausschuss bei der DDR-Staatsanwaltschaft Haftbefehl. Schabowski sagte dort am 18. Januar 1990 aus, das brutale Vorgehen der Sicherheitskräfte bei den Demonstrationen am 6./7. Oktober 1989 in Berlin sei auf Anweisung Erich Honeckers geschehen, er selbst habe von den Festnahmen und Misshandlungen erst aus Zeitungen erfahren. Klaus-Dieter Baumgarten dagegen, ehemals Kommandeur der Grenztruppen, entgegnete im Neuen Deutschland, Schabowski sei als Erster Sekretär der SED-Bezirksleitung Berlin über alle „Vorkommnisse an der Grenze zu Berlin-West zeitgerecht, sachlich und exakt informiert“ worden. Wie anderen ehemaligen Bewohnern der Funktionären vorbehaltenen Waldsiedlung Wandlitz wurde Schabowski außerdem vorgeworfen, die daraus gezogenen Privilegien nur „scheibchenweise“ zugegeben zu haben. Auch warf man ihm vor, für Privatreisen ins Ausland Flugzeuge der Regierung missbraucht zu haben. Er räumte daraufhin ein, „parasitär gelebt zu haben“.
Am 1. Dezember 1989 strich die Volkskammer den Führungsanspruch der SED aus der Verfassung der DDR und am 3. Dezember 1989 traten das ZK und das Politbüro der SED geschlossen zurück. Auf dem Außerordentlichen Parteitag der SED vom 8./9. und 16./17. Dezember 1989 wurde die Umbenennung in Sozialistische Einheitspartei Deutschlands – Partei des Demokratischen Sozialismus (SED-PDS) und der „unwiderrufliche Bruch mit dem Stalinismus als System“ beschlossen. Auch das aber erwies sich nicht als ausreichend, um in der Bevölkerung der DDR die Akzeptanz der Partei und ihrer Vertreter wiederherzustellen.
Am 20. Januar 1990 wurde Schabowski wie die meisten anderen ehemaligen Mitglieder des Politbüros außerdem vor die Zentrale Schiedskommission der SED-PDS geladen. Einer nach dem anderen wurde in den Saal gerufen und nach dem privilegierten Leben in Wandlitz, der Fälschung der letzten Wahlen und dem Schießbefehl in Leipzig befragt. Schabowski kam erst nach acht Stunden in den frühen Morgenstunden des 21. Januar 1990 an die Reihe. Er wurde anschließend wie fast alle anderen aus der SED-PDS ausgeschlossen. In der Begründung hieß es, die betroffenen Personen hätten seit Jahrzehnten dem ehemaligen Politbüro angehört und trügen „durchweg persönliche Verantwortung für die existenzbedrohende Krise in der Partei und im Land“. Sie hätten maßgeblich dazu beigetragen, dass die damalige Parteiführung „sich immer mehr vom Volke und von der Parteibasis entfernte und ihre Tätigkeit – im eindeutigen Gegensatz zum Statut – von Subjektivismus, Egoismus, Lobhudelei, Schönfärberei und der ständigen Verletzung des Prinzips der Kollektivität geprägt war“. Weiter hätten sie zu verantworten, „daß die Mitglieder der Partei politisch entmündigt und aus den innerparteilichen Entscheidungsprozessen total ausgegrenzt wurden und so die gesamte damalige SED einer immer mehr zunehmenden bürokratischen Zentralisierung und Reglementierung unterlag“. In gleicher Weise hätten sie entscheidenden Einfluss auf das politische Leben in der DDR ausgeübt. Weiter habe die vormalige Parteiführung zwar verbal sich zur unverbrüchlichen Freundschaft mit der UdSSR und KPdSU bekannt, faktisch diese Politik jedoch aufgegeben, was nicht zuletzt im Verbot sowjetischer Zeitungen, Zeitschriften und Kunstwerke Ausdruck gefunden hätte. Weiter hätten mehrere Mitglieder des früheren Politbüros ungerechtfertigte Privilegien in Anspruch genommen. Die Schiedskommission vermerkte, dass Schabowski zwar verschiedentlich versucht hätte, „eine Veränderung im Politbüro herbeizuführen“. Sie seien aber an „ihrer Inkonsequenz, die offene Auseinandersetzung mit Honecker, Günter Mittag und anderen zu suchen“ und die Parteibasis bereits vor der 9. ZK-Tagung für eine grundlegende Änderung der Parteipolitik zu mobilisieren, gescheitert: „Dieses Zaudern und Zögern hat mit zu jener Krise geführt, die unser Volk zwang, die Wende auf der Straße durchzusetzen.“ Später gab Schabowski an, diese Vorwürfe und den Ausschluss zunächst mit Enttäuschung und Wut über die Heuchelei, später allerdings als Beginn seiner geistigen Freiheit empfunden zu haben.

## Wiedervereinigtes Deutschland

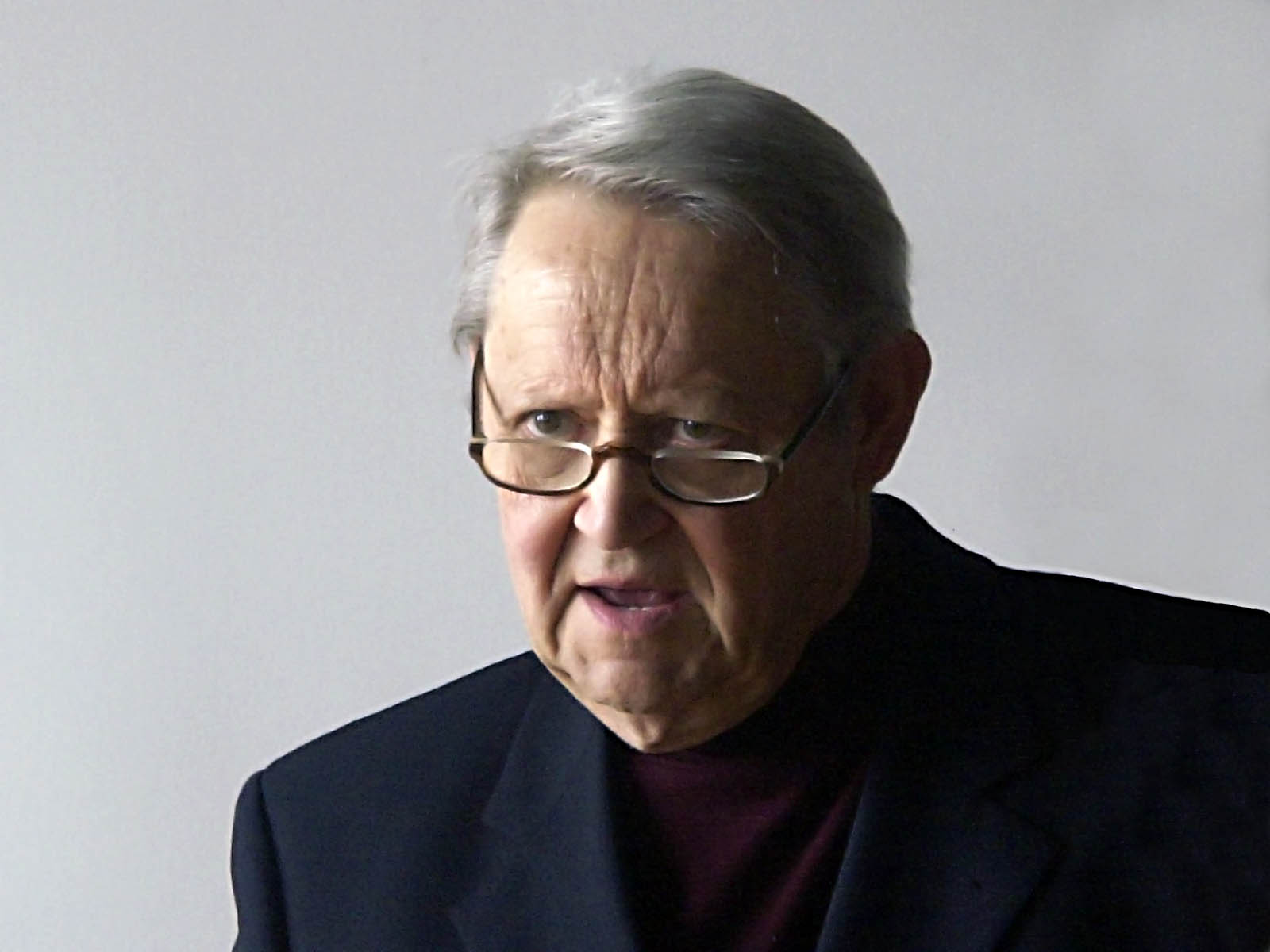
Günter Schabowski (2007)

In einer der umfangreichsten Prozess-Serien der Nachkriegsgeschichte, den 1992 eröffneten so genannten Politbüroprozessen, wurde Schabowski im Januar 1995 zusammen mit anderen auf Grund des Todes von DDR-Flüchtlingen wegen mehrfachen Totschlags angeklagt. Erst am 13. November 1995 begann vor der 27. Großen Strafkammer des Berliner Landgerichts der Prozess. Aber bereits nach vier Tagen musste der Vorsitzende Richter Hansgeorg Bräutigam wegen Befangenheit ausscheiden und am 30. November 1995 platzte der Prozess, da der Mitangeklagte Günther Kleiber wegen Erkrankung ausschied. Am 15. Januar 1996 begann der Prozess im zweiten Anlauf, nun mit vorsorglich benannten Ersatzschöffen und abgetrennten Verfahren. Nach langer Verhandlung machte das Berliner Landgericht Schabowski zusammen mit Egon Krenz und Günther Kleiber für den Schießbefehl an der Mauer mitverantwortlich und verurteilte Schabowski am 25. August 1997 wegen Totschlags zu einer Haftstrafe in Höhe von drei Jahren. Zwar ging er gegen die rechtliche Würdigung des Urteils beim Bundesgerichtshof in Revision, doch erkannte er seine moralische Schuld an den Todesschüssen an:

„Als einstiger Anhänger und Protagonist dieser Weltanschauung empfinde ich Schuld und Schmach bei dem Gedanken an die an der Mauer Getöteten. Ich bitte die Angehörigen der Opfer um Verzeihung.“

Die Revision war nicht erfolgreich. Schabowski verzichtete im Gegensatz zu Egon Krenz, der vergeblich den Europäischen Gerichtshof für Menschenrechte anrief, auf dieses Rechtsmittel. Am 8. November 1999 wurde daher das Urteil gegen Schabowski rechtskräftig. Im Dezember 1999 trat er die Haftstrafe in der Justizvollzugsanstalt Hakenfelde an, wurde jedoch schon nach einem knappen Jahr Haft im offenen Vollzug am 2. Dezember 2000 entlassen, nachdem er im September 2000 vom damaligen Regierenden Bürgermeister von Berlin Eberhard Diepgen begnadigt worden war.
1993 begann ein Verfahren gegen ihn wegen der Fälschung der Ergebnisse der DDR-Kommunalwahlen im Mai 1989, das 1997 eingestellt wurde.
Schabowski war eine der wenigen ehemaligen SED-Größen, die sich öffentlich und im Politbüroprozess zu ihrer Mitverantwortung an den negativen Aspekten der DDR bekannten und an deren Aufarbeitung mitwirkten. Deswegen und wegen seiner nach 1989 geäußerten grundsätzlichen Kritik am Sozialismus als Gesellschaftsmodell wurde und wird er von ehemaligen Mitstreitern als „Verräter“ beschuldigt.
Schabowski beschränkte sich nach 1989 allerdings nicht auf Reden. 2001 war er gemeinsam mit unter anderem den DDR-Bürgerrechtlern Bärbel Bohley und Wolfgang Templin Mitglied im „Gesprächskreis Innere Einheit“ des damaligen CDU-Kandidaten für das Amt des Berliner Regierenden Bürgermeisters, Frank Steffel. Er riet dem Regierenden Bürgermeister Klaus Wowereit (SPD) von einem Bündnis mit der PDS ab. Er habe kein Vertrauen, dass es in der PDS eine wirkliche Abkehr von den Dogmen der Vergangenheit gebe. Man dürfe sich nicht täuschen lassen von der Beredsamkeit Gregor Gysis. Dagegen hielt Berlins PDS-Chefin Petra Pau Schabowski vor, vom 150-prozentigen Kommunisten zum 150-prozentigen Antikommunisten mutiert zu sein. Gysi kritisierte, Schabowski verkörpere ein sehr enges Spektrum und könne daher eine Volkspartei nicht beraten. Berlins SPD-Chef Peter Strieder monierte, dass ausgerechnet der Chef-Propagandist der DDR zum Thema innere Einheit herangezogen werde. Es kam nach der Wahl zu einer Regierungskoalition von SPD und PDS.
Beruflich musste Schabowski nach dem Zusammenbruch der DDR neu anfangen. Von 1992 bis 1999 arbeitete er als leitender Redakteur bei den Heimat-Nachrichten in Rotenburg an der Fulda (Hessen), einer lokalen Wochenzeitung, die er gemeinsam mit dem westdeutschen Journalisten und Verleger Gerald H. Wenk gegründet hatte. Zudem war er stellvertretender Chefredakteur für das Journal Diabetes heute, das von der Diabetologin Elke Austenat herausgegeben wurde, die wegen versuchter Republikflucht von der Stasi inhaftiert und anschließend zu drei Jahren Haft verurteilt worden war.

## Privates

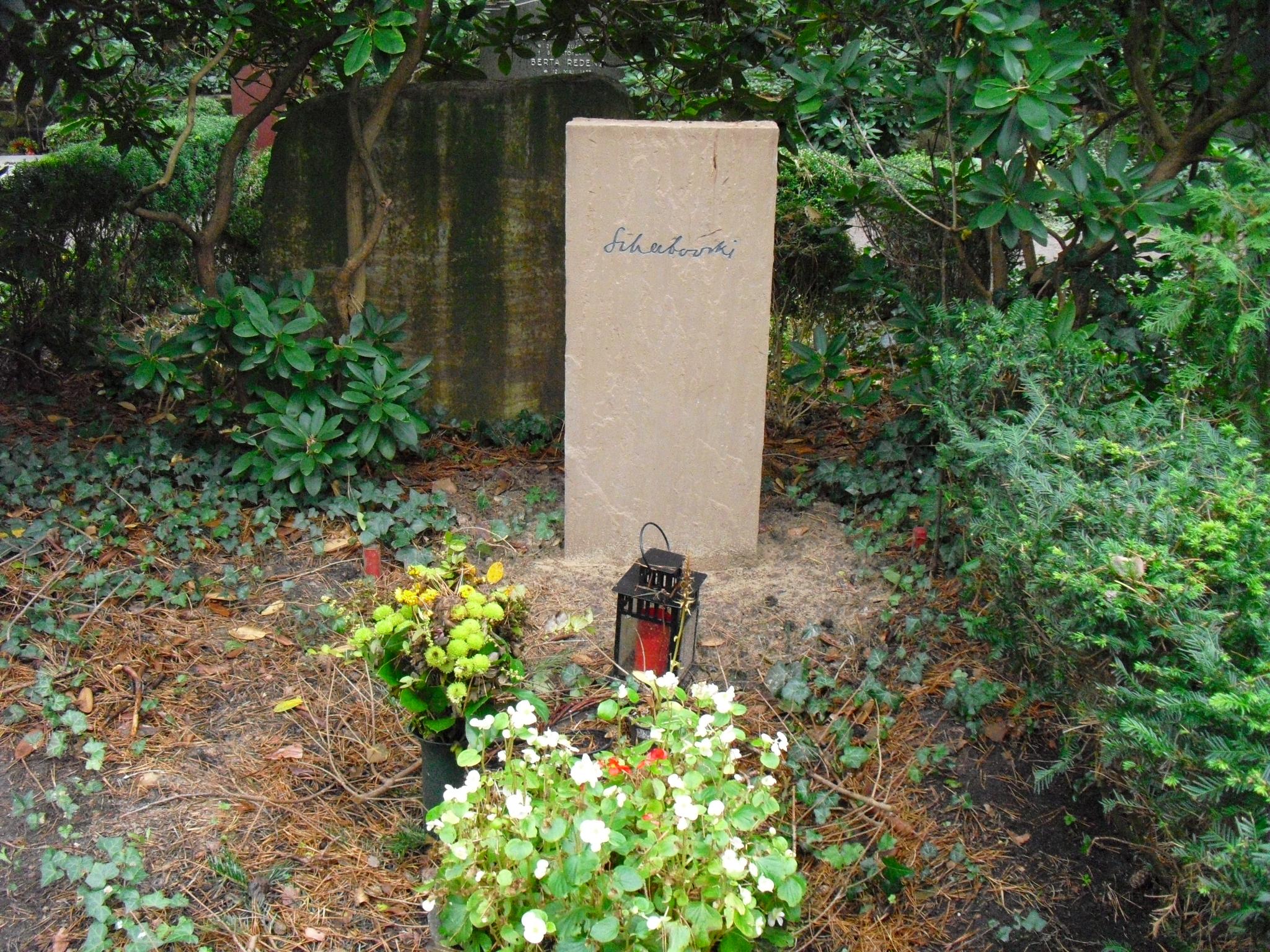
Günter Schabowskis Grab auf dem Waldfriedhof Dahlem

Schabowski war verheiratet und hatte mit seiner russischstämmigen Frau Irina, einer ehemaligen TV-Journalistin, zwei Söhne. Schabowski war Diabetiker. Er lebte nach mehreren Infarkten und Schlaganfällen in einem Berliner Pflegeheim, in dem er am 1. November 2015 nach langer Krankheit im Alter von 86 Jahren starb.
Günter Schabowski wurde auf dem Waldfriedhof Dahlem (Grabnummer 013-172) in Berlin beerdigt.

## Auszeichnungen
- 1969: Vaterländischer Verdienstorden in Bronze
- 1974: Banner der Arbeit
- 1977: Vaterländischer Verdienstorden in Gold
- 1989: Orden der Völkerfreundschaft (UdSSR)
- 1989: Karl-Marx-Orden

## Schriften
- Frank Sieren, Ludwig Koehne (Hrsg.): Das Politbüro. Ende eines Mythos. Eine Befragung. Rowohlt, Reinbek 1991, ISBN 3-499-12888-8.
- Der Absturz. Rowohlt, Berlin 1991, ISBN 3-87134-010-3.
- Der geröntgte Marx. In: Aufklärung und Kritik. Sonderheft 10/2005: Was bleibt vom Marxismus? S. 71–76 (gkpn.de [Memento vom 4. April 2023 im Internet Archive]).
- Wir haben fast alles falsch gemacht – Die letzten Tage der DDR. Günter Schabowski im Gespräch mit Frank Sieren. Econ, Berlin 2009, ISBN 978-3-430-30021-6.
- Der Zerfall einer Leihmacht. ß Verlag, Rostock, 2009, ISBN 978-3-940835-11-6.